# 北张村 (章丘市)
北张村,中华人民共和国山东省济南市章丘市水寨镇所辖的一个行政村。总人口591，其中男性312人，女性279人；农业户口583人，非农业人口8人；18岁以下人口139人，18-35岁人口136人，35-60岁人口237人，60岁以上人口79人（2006年）。耕地面积57公顷（2006年）。行政区划代码370181106221。